# Renaida Braun
Renaida Kebyera Braun (14 de agosto de 1997), a veces conocida simplemente como Renaida, es una cantante sueca. Primero comenzó su carrera como cantante participando en Idol 2016, que se transmitió en TV4, donde quedó en sexta posición. Luego, comenzó a actuar en el musical Aladdin. Renaida participó en el Melodifestivalen 2018 con la canción "All the Feels", y se clasificó para la fase de repesca (Andra Chansen) desde la primera semifinal. Allí, se batió en duelo con la cantante Olivia Eliasson por un lugar en la final, y consiguió clasificarse para la final, donde terminó en noveno lugar.
En octubre de 2019, Renaida reveló que le habían diagnosticado cáncer. Al mes siguiente, declaró que su cáncer había sido extirpado con éxito de su cuello y que no necesitaría someterse a ningún tratamiento adicional.

## Discografía

### Sencillos
| Título          | Año  | Mejores posiciones en las listas de éxitos | Álbum |
| Título          | Año  | SUE                                        | Álbum |
| --------------- | ---- | ------------------------------------------ | ----- |
| "All the Feels" | 2018 | 17                                         | -     |
| "Loco Notion"   | 2018 | —                                          | -     |